# Run for Your Life
Run For Your Life (Lennon/McCartney) är en låt av The Beatles från 1965.

## Låten och inspelningen
John Lennon tog senare rejält avstånd från denna låt (mycket beroende på den starkt sexistiska texten med dess extrema kontrollbehov) som blev den första att spelas in till Rubber Soul, 12 oktober 1965. Lennon hade lånat lite från Elvis Presleys "Baby Let's Play House" och låten innehåller även en del grövre tekniska missar varvid den kan betraktas som något av en dålig start för vad som många annars anser som ett av Beatles starkare album. Låten kom med på LP:n Rubber Soul, som utgavs i England 3 december 1965 och i USA 6 december 1965. 